# Kostel Umučení svatého Jana Křtitele (Nitrianske Pravno)
Kostel Umučení svatého Jana Křtitele je římskokatolický farní kostel v Nitrianském Pravně. Je největší stavbou ve městě a uzavírá jihovýchodní část náměstí. Jeho patron, svatý Jan Křtitel, byl po dlouhá staletí znakem města a součástí výzdoby městské pečeti.

## Historie
Původní kamenný gotický kostel byl postaven v prvních desetiletích po založení města. Byl výrazem hospodářské prosperity dolů a rozkvětu města. Koncem 14. století, po krátké závislosti na bojnickém převorství, získal bohatý patriciát pro Nitrianskr Pravno samostatnou farnost, k níž byly připojeny okolní obce. Ve druhé polovině 16. století farnost zasáhlo reformační hnutí. Kostel zpočátku sloužil katolíkům i evangelíkům, postupně však díky majitelům bojnického panství statkářům Turzům, kteří v roce 1527 konvertovali k protestantismu, ovládli kostel i farnost luteráni. Během stavovských povstání v 17. století bylo město několikrát vypleněno a časté požáry poškodily několik historických budov. Tak byl v roce 1605 kostel vypálen a zvony zničeny Bočkajovými kuruky. Po krátké rekatolizaci farnosti v roce 1678 Thôkolyho vojska opět zpustošila kostel a vypálila školu. O rozsahu škod svědčí délka rekonstrukčních prací v letech 1683-1686. Po roce 1819 musel být kostel i farnost obnoveny. Místní farář a rodák Anton Alojz Tenczer nechal opravit věž s hodinami, byla obnovena střecha a celá stavba byla vymalována zvenku i zevnitř.
22. července 1827 vyšlehl z komína bytu místního učitele plamen a během několika hodin se požár rozšířil do okolí. Žár roztavil věžní hodiny a oddělené zvony prorazily klenbu kostela. Kostel, fara, radnice s téměř celým náměstím a domy v okolních ulicích byly téměř zcela zničeny.

## Rekonstrukce
Již v následujícím roce byly zahájeny opravy a rekonstrukce. V prosinci 1828 byly na obnovenou věž umístěny nové zvony, které odlil kremnický zvonař Samuel Hackenberger. Věžní hodiny opravil Ján Parduba a vyzdobil je zlatník Ján Turczer. V roce 1831 byl obnoven balkon věže a v následujícím roce byla nad presbytářem postavena věž. Nákladné a dlouhodobé rekonstrukční práce však nestačily a kostel nadále chátral. Došlo to tak daleko, že v roce 1893 musela jeho špatný stav řešit městská rada. Nezájem patrona Pálfyho a nerozhodnost městské rady prodlužovaly rozhodování o přestavbě kostela, až byl 8. října 1896 z bezpečnostních důvodů úředně uzavřen.

## Kompletní přestavba
Počátkem roku 1897 rozhodla městská rada na nátlak obyvatel, že kostel bude kromě věže a kaple svatého Michala zbořen a přestavěn. Práce na přestavbě začaly v roce 1904 podle plánů budapešťského architekta Otto Sztehla. V následujícím roce byla stavba dokončena a po dokončení vnitřního vybavení byl kostel 1. září 1907 vysvěcen místním rodákem, biskupem Dr. Pavlem Jozefem Lányi-Késmarki. Projektant použil novogotický styl s trojlodním prostorem a polygonálním presbytářem uzavřeným lunetami s náznakem žeber. Hlavní a boční lodě mají vedle lunetové klenby křížovou klenbu. Obvodové zdi jsou zpevněny opěrnými pilíři. Vstupní průčelí zdobí sochy apoštolů Petra a Pavla. Z původního kostela se dochovala pouze věž a kaple svatého Michala s oltářem a lidovou plastikou Piety z konce 18. století. Z interiéru starého kostela je známo 17 předmětů, které byly inventarizovány Strompachem a jsou uloženy v Muzeu Bojnice. Téměř veškerou výzdobu interiéru nového kostela tvoří dary bohatších rodáků, sbírky místního obyvatelstva a předměty přenesené ze zrušeného kláštera Venantinum. Kapli Božího hrobu z carrarského mramoru zhotovil Anton Richter. Je vyzdobena malbami mnichovského malíře Rudolfa Schmalze a místního mistra Hollaye. Pieta pochází z minulého století. Škapulířový oltář v boční lodi je darem Stefana Matěje Richtera. Autorem výzdoby v novogotickém stylu je mistr Ján Schmidt. Dvacetirejstříkové varhany na kůru, dílo mistra Oty Riegra z Krnova, jsou darem Dr. Pavla Jozefa Lányiho. Polychromovaná kazatelna s ozdobnými mřížemi z roku 1907 je dílem mistra Schmidta. Pseudogotická křtitelnice a zpovědnice pocházejí z umělecké dílny Seilnacht a Baer z Hlohovce. Liturgické nádoby a obřadní roucha byly rovněž pořízeny z darů, sbírek a výtěžků divadelních představení místních ochotníků. Umělecký figurální betlém z roku 1934 je dílem řezbáře Ferdinanda Prinotha.